# Associazione Sportiva Acireale 1974-1975
Questa pagina raccoglie le informazioni riguardanti l'Associazione Sportiva Acireale nelle competizioni ufficiali della stagione 1974-1975.

## Rosa
| N. |                   | Ruolo | Calciatore         |
| -- | ----------------- | ----- | ------------------ |
|    | Italia (bandiera) | C     | Pasquale Fiore     |
|    | Italia (bandiera) | A     | Raffaele Bella     |
|    | Italia (bandiera) | D     | Franco Gioanetto   |
|    | Italia (bandiera) | P     | Franco Gregorutti  |
|    | Italia (bandiera) | C     | Roberto Manini     |
|    | Italia (bandiera) | A     | Angiolino Stoppa   |
|    | Italia (bandiera) | A     | Ciro Femiano       |
|    | Italia (bandiera) | D     | Angelo Misani      |
|    | Italia (bandiera) | D     | Ernesto Gallo      |
|    | Italia (bandiera) | C     | Battista Missiroli |
|    | Italia (bandiera) | C     | Antonio Petraccini |

| N. |                   | Ruolo       | Calciatore        |
| -- | ----------------- | ----------- | ----------------- |
|    | Italia (bandiera) | C           | Mario Cannavò     |
|    | Italia (bandiera) | A           | Emidio Di Carmine |
|    | Italia (bandiera) | {{{ruolo}}} | Giacobbe          |
|    | Italia (bandiera) | D           | Domenico Spilinga |
|    | Italia (bandiera) | D           | Luciano Amadio    |
|    | Italia (bandiera) | C           | Antonio Rocca     |
|    | Italia (bandiera) | A           | Giuseppe Sbrascia |
|    | Italia (bandiera) | C           | Francesco Rispo   |
|    | Italia (bandiera) | P           | Salvatore Tudisco |
|    | Italia (bandiera) |             | Barboni           |
|    | Italia (bandiera) | A           | Salvatore Leotta  |
|    | Italia (bandiera) | A           | Giovanni Cinefra  |
|    | Italia (bandiera) |             |                   |

## Risultati

### Serie C 1974-1975 Girone C

#### Girone di andata
| Arbitro: | Menotti (Bologna) |

|            |           |              |
| 39' Benini | Marcatori | 89' Sbrascia |

| Arbitro: | Branzino (Monza) |

|              |           |            |
| 80' Sbrascia | Marcatori | 52' Nobile |

| Arbitro: | Celli (Trieste) |

|                   |           |  |
| Pianca Del Fabbro | Marcatori |  |

| Arbitro: | Martelli (Imola) |

|         |           |  |
| Femiano | Marcatori |  |

| Arbitro: | Meneghetti (Verona) |

|                                                  |           |  |
| 9' Pisano (rigore) 30' 85' Abbondanza 80' Comola | Marcatori |  |

| Arbitro: | Ambrosio (Napoli) |

|        |           |  |
| Stoppa | Marcatori |  |

| 27 ott 1974 7ª giornata | Marsala       | 0 – 0 | Acireale | \| Arbitro: \| Redini (Pisa) \| |
| Arbitro:                | Redini (Pisa) |       |          |                                 |

| Arbitro: | Governa (Alessandria) |

|         |           |       |
| Femiano | Marcatori | Bozzi |

| Arbitro: | Morato (Padova) |

|              |           |  |
| Musa Tripepi | Marcatori |  |

| Arbitro: | Tempio (Catania) |

|         |           |  |
| Femiano | Marcatori |  |

| Arbitro: | Falasca (Chieti) |

|             |           |           |
| Florio Rosa | Marcatori | Missiroli |

| Arbitro: | Parussini (Udine) |

|                |           |             |
| Stoppa Femiano | Marcatori | Pescosolido |

| 8 dic 1974 13ª giornata | Salernitana        | 0 – 0 | Acireale | \| Arbitro: \| Lazzaroni (Milano) \| |
| Arbitro:                | Lazzaroni (Milano) |       |          |                                      |

| Arbitro: | Simini (Torino) |

|                  |           |         |
| Gioanetto Stoppa | Marcatori | Gardini |

| Arbitro: | Vivarelli (Firenze) |

|           |           |  |
| Bracchini | Marcatori |  |

| Arbitro: | Lops (Torino) |

|        |           |                 |
| Stoppa | Marcatori | Spagnolo Ciceri |

| Arbitro: | Redini (Pisa) |

|            |           |  |
| Pellegrini | Marcatori |  |

| Arbitro: | Marino (Taranto) |

|         |           |  |
| Femiano | Marcatori |  |

| Arbitro: | Morganti (Ascoli Piceno) |

|                 |           |        |
| Fichera Ranzani | Marcatori | Manini |

#### Girone di ritorno
| Arbitro: | Stringaro (Udine) |

|            |           |            |
| Petraccini | Marcatori | Germinario |

| Arbitro: | Grillenzoni (Finale Emilia) |

|              |           |         |
| D'Alessandro | Marcatori | Cannavò |

| Arbitro: | Tani (Livorno) |

|                     |           |  |
| Femiano Gallo Fiore | Marcatori |  |

| 23 feb. 1975 4ª giornata | Casertana       | 0 – 0 | Acireale | \| Arbitro: \| Simini (Torino) \| |
| Arbitro:                 | Simini (Torino) |       |          |                                   |

| Arbitro: | Falasca (Chieti) |

|           |           |            |
| 15' Gallo | Marcatori | 80' Pisano |

| 9 mar 1975 6ª giornata | Lecce             | 0 – 0 | Acireale | \| Arbitro: \| Soncini (Bologna) \| |
| Arbitro:               | Soncini (Bologna) |       |          |                                     |

| Arbitro: | Lazzaroni (Milano) |

|         |           |  |
| Femiano | Marcatori |  |

| Arbitro: | Vironelli (Firenze) |

|          |           |        |
| Labrocca | Marcatori | Stoppa |

| Arbitro: | Zanchetti (Treviso) |

|         |           |  |
| Femiano | Marcatori |  |

| Arbitro: | Castaldi (Udine) |

|          |           |                   |
| Brunello | Marcatori | Petraccini Manini |

| 20 apr. 1975 11ª giornata | Acireale       | 0 – 0 | Bari | \| Arbitro: \| Pieri (Genova) \| |
| Arbitro:                  | Pieri (Genova) |       |      |                                  |

| Arbitro: | Lanzafame (Taranto) |

|                  |           |       |
| Fragasso Ferrari | Marcatori | Bella |

| Arbitro: | Zacchetti (Milano) |

|  |           |            |
|  | Marcatori | 55’ Capone |

| Arbitro: | D'Astore (Lecce) |

|          |           |  |
| Fiorillo | Marcatori |  |

| Arbitro: | Pieroni (Jesi) |

|                    |           |  |
| Petraccini Femiano | Marcatori |  |

| Arbitro: | Foschi (Forlì) |

|                                |           |  |
| Ciceri Spagnolo Malaman Biondi | Marcatori |  |

| Arbitro: | Celli (Trieste) |

|                   |           |                       |
| Petraccini Stoppa | Marcatori | Pellegrini aut’Manini |

| Arbitro: | Grillenzoni (Finale Emilia) |

|           |           |  |
| Gualandri | Marcatori |  |

| Arbitro: | Ponzano (Alessandria) |

|               |           |                  |
| Stoppa Manini | Marcatori | Fichera Cascella |

### Coppa Italia Semiprofessionisti

#### Girone -31°- eliminatorio
| Arbitro: | Panzino jr (Catanzaro) |

|         |           |  |
| Merotto | Marcatori |  |

| Arbitro: | Stillacci (Roma) |

|                                |           |                     |
| 15' Piero Fraccapani (autogol) | Marcatori | 6' Manini (autogol) |

| Arbitro: | Zacchetti (Messina) |

|        |           |                   |
| Manini | Marcatori | Bozzi aut’ Manini |

| Arbitro: | Romanetti (Messina) |

|                           |           |  |
| Spagnolo Battilani Ciceri | Marcatori |  |

| Squadra  | P.ti | G |                                 |
| -------- | ---- | - | ------------------------------- |
| Catania  | 6    | 4 | Qualificata al turno successivo |
| Siracusa | 5    | 4 |                                 |
| Acireale | 1    | 4 |                                 |